# Vấn đề biên giới Việt-Trung thời Mạc
Vấn đề biên giới Việt-Trung thời Mạc phản ánh những hoạt động quân sự - ngoại giao giữa nhà Mạc ở Việt Nam với nhà Minh của Trung Quốc xung quanh vấn đề biên giới phía bắc Đại Việt.

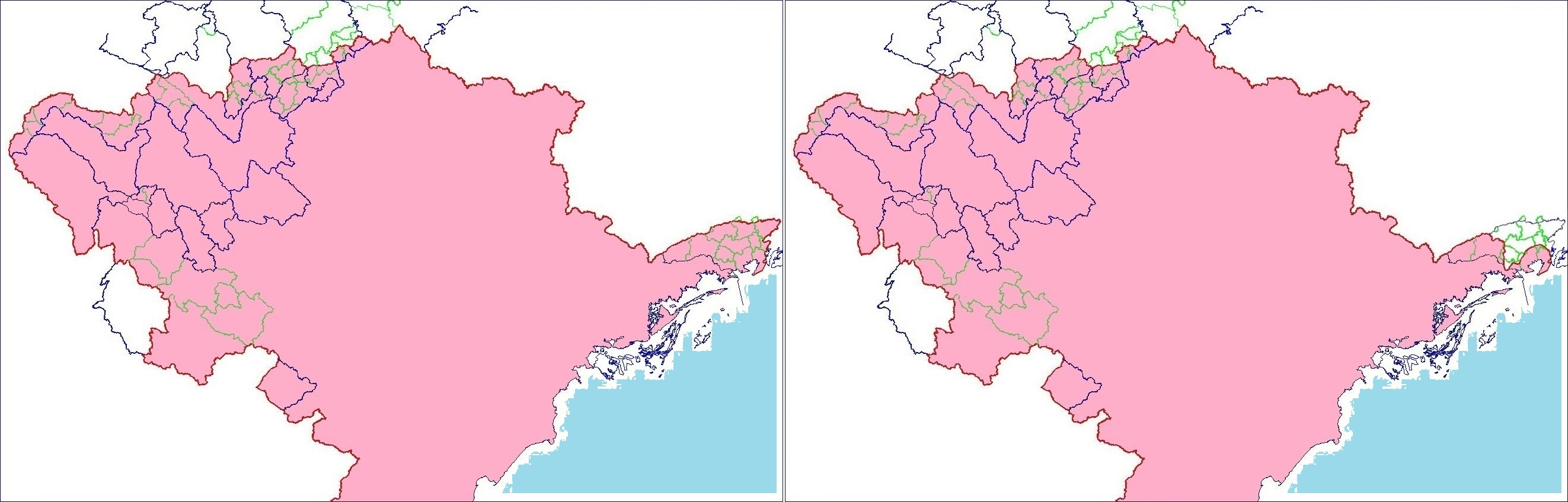
Bản đồ phần phía bắc Đại Việt vào thời nhà Mạc 1527-1592.

## Bối cảnh
Năm 1527, Mạc Đăng Dung cướp ngôi nhà Hậu Lê, lập ra nhà Mạc. Năm 1533, Nguyễn Kim lập Lê Trang Tông lên ngôi, tái lập nhà Lê. Lê Trang Tông sai Trịnh Duy Liêu vượt biển sang Trung Quốc xin cầu viện nhà Minh đánh nhà Mạc. Chúa Bầu Vũ Văn Uyên ở Tuyên Quang cũng sai người sang tố cáo việc nhà Mạc cướp ngôi.
Sau một thời gian bàn bạc và trù tính, năm 1537, Minh Thế Tông giao quân cho Mao Bá Ôn chuẩn bị tiến xuống phía nam.
Nhà Mạc ở vào tình thế "lưỡng đầu thọ địch": nhà Minh uy hiếp ở phía bắc, nhà Hậu Lê uy hiếp ở phía nam.

## Giải pháp của nhà Mạc

### Sự uy hiếp của nhà Minh
Các nhà sử học đánh giá rằng: trên thực tế, Minh Thế Tông không hoàn toàn có ý định dụng binh đánh Đại Việt vì ở Trung Quốc khi đó cũng gặp những khó khăn: một số khởi nghĩa nông dân nổ ra ở Hoa Bắc, "nụy khấu" người Nhật gây rối dọc vùng ven biển Giang Tô, Chiết Giang, Phúc Kiến, Quảng Đông, được sự thông đồng của các phú thương người Hoa vừa buôn bán vừa cướp bóc; người Bồ Đào Nha bắt đầu nhòm ngó Áo Môn.
Chính vì vậy, vua Minh theo tờ tấu của Ngự sử Dư Quang đang giữ chức Tuần phủ Quảng Đông, lệnh cho Bộ Binh:
Phô trương lực lượng không sơ suất, hành động không được khinh suất, nếu không sẽ bị trọng tội
Năm 1538, nhà Minh dứt khoát đi đến chủ trương phô trương thanh thế bên ngoài, kích động cuộc nội chiến giữa nhà Hậu Lê và nhà Mạc và ép nhà Mạc hàng phục:
Tạm dừng việc chinh phạt An Nam. Hạ chiếu cho các viên đốc phủ Vân Nam, Quảng Đông, Quảng Tây phải thăm dò đích xác nội tình nước Nam rồi tuỳ nghi phủ dụ hoặc đánh dẹp… Lại dụ Mạc Đăng Dung, khéo bó thân tự hàng, dâng sổ sách, bản đồ thì sẽ không chết...
Mao Bá Ôn và Cừu Loan theo lệnh, huy động binh lính ở Quảng Tây, Phúc Kiến, Hồ Quảng, tiến về phía biên giới Đại Việt, phao tin sẽ tiến đánh.
Nghe tin quân Minh sắp tiến vào cõi, thái thượng hoàng Mạc Đăng Dung và Mạc Thái Tông rất lo lắng. Ý định chống cự quân Minh của nhà Mạc sớm tiêu tan vì không hề nắm bắt được những khó khăn mà nhà Minh đang phải đương đầu. Tháng 2 năm 1539, nhà Mạc dâng biểu sang nhà Minh xin hàng.
Nhà Minh tiếp tục dùng chính sách hư trương thanh thế, sai Mao Bá Ôn và Cừu Loan tiến áp sát biên giới, lấy danh nghĩa chỉ nhằm trừng phạt cha con Mạc Đăng Dung, rao lên rằng ai bắt chém được cha con vua Mạc sẽ được phong thưởng. Mặt khác, Bá Ôn và Cừu Loan cũng gửi hịch văn cho nhà Mạc, tuyên bố nếu tự trói nhận tội, dâng sổ sách dân số và dâng đất thì sẽ được tha chết.
Để tránh đổ máu, Mạc Đăng Dung chấp nhận đầu hàng. Ông sai người lên biên giới xin hàng quân Minh. Mao Bá Ôn hẹn đến ngày 3 tháng 11 năm 1540 thì vua Mạc phải đến hàng.
Khi đó Mạc Thái Tông lại vừa mất, thượng hoàng Đăng Dung lập cháu là Mạc Phúc Hải lên ngôi, tức là Mạc Hiến Tông.

### Đầu hàng, cắt đất
Đúng hẹn, ngày 3 tháng 11 âm lịch năm 1540, Mạc Đăng Dung cùng các bầy tôi Nguyễn Như Quế, Đỗ Thế Khanh, Đặng Văn Trị lên cửa ải. Ông tự trói mình đến dâng biểu xin hàng quân Minh.
Trong biểu xin hàng, Mạc Đăng Dung nhấn mạnh 3 vấn đề:
1. Thoái thác việc họ Mạc sang Yên Kinh (Bắc Kinh)
2. Giao nộp đất, gồm 2 đô Như Tích, Chiêm Lãng và 4 động Tư Lẫm, Kim Lặc, Cổ Sâm, Liễu Cát
3. Xin ấn tín để được thừa nhận sự cai trị ở An Nam.

Mao Bá Ôn và Cừu Loan nhận biểu của Mạc Đăng Dung bèn lui binh, tâu lên Minh Thế Tông. Vua Minh hạ lệnh:
1. Lệnh cho Phiên ty Quảng Tây hằng năm cấp lịch Đại Thống cho nhà Mạc, quy định lệ 3 năm cống 1 lần
2. Nhận và nhập 2 đô Như Tích, Chiêm Lãng và 4 động Tư Lẫm, Kim Lặc, Cổ Sâm, Liễu Cát vào Khâm châu của Trung Quốc
3. Hạ An Nam quốc vương xuống An Nam Đô thống sứ ty, đúc ấn và ban cho nhà Mạc.

Từ đó tình hình biên giới phía bắc Đại Việt khá yên ổn, nhà Mạc không còn gặp phải sự uy hiếp của nhà Minh. Sự kiện đầu hàng cắt đất của Mạc Đăng Dung cũng là sự kiện duy nhất xảy ra trong vấn đề biên giới phía bắc giữa nhà Mạc và nhà Minh trong suốt 65 năm tồn tại của nhà Mạc.

### Về vùng đất cắt cho nhà Minh
Trong những nội dung đầu hàng của Mạc Đăng Dung, việc cắt đất bị nhiều sử gia về sau lên án gay gắt.
Tuy nhiên, đến thế kỷ 19, học giả Nguyễn Văn Siêu, tác giả sách Phương Đình Dư Địa chí, đã thay đổi cách nhìn nhận về vấn đề này. Sau khi khảo cứu các sách địa lý Trung Quốc và Việt Nam, Nguyễn Văn Siêu viết:
… Xem sách Dư địa kỳ thắng, trị Như Tích ở phía tây Khâm châu cách 160 dặm, cách châu Vĩnh An của Giao Chỉ 20 dặm. Sách Thống chí chép: Phía tây châu có Như Tích, Liễu Cát, Chiêm Lãng, Tư Lẫm, Cổ Sâm, Thời La 7 động; đầu thời nhà Tống đều đặt động trưởng; niên hiệu Hồng Vũ nhà Minh mới đặt chức Tuần ty ở Như Tích để thống hạt cả. Đất ấy… phía nam giáp Giao Chỉ. Năm Gia Tĩnh thứ 19 (1540), Mạc Đăng Dung cầu hoà, trả lại cho nhà Minh… Quốc sử chép: Thời Lê Đại Hành, người đất Triều Dương là Văn Dũng làm loạn, trốn sang trấn Như Tích thuộc châu Khâm nhà Tống…
Nguyễn Văn Siêu kết luận:
Như vậy thì mấy động Như Tích thuộc châu Vĩnh An mới có từ niên hiệu Thuận Thiên. Nhà Mạc trả lại cho nhà Minh đất cũ đã lấn, không phải là cắt đất để đút lót vậy.
Các sử gia hiện đại đối chiếu các nguồn tài liệu cho rằng: Qua các sử sách Trung Quốc và Việt Nam, vấn đề chủ quyền đầu tiên với cũng như sự thay đổi địa lý hành chính của vùng đất này là rất phức tạp, hiện tại rất khó xác định rõ ràng.

## Hậu kỳ
Xem thêm: Mạc Kính Khoan, Mạc Kính Vũ, Đinh Văn Tả
Khi Mạc Mậu Hợp lên ngôi, nhà Mạc đã suy yếu, thường thất thế trước quân Nam triều nhà Lê. Nhà Mạc dùng chính sách tăng cường ngoại giao, cống nạp cho nhà Minh để tranh thủ sự ủng hộ khi bị thất thế. Năm 1592, quân Nam triều do Trịnh Tùng chỉ huy chiếm được Thăng Long, bắt giết Mạc Mậu Hợp. Họ Mạc rút chạy lên Cao Bằng.
Sau khi chiếm được Thăng Long, nhà Hậu Lê xin cầu phong của nhà Minh. Sau lần hội khám năm 1597, nhà Minh vẫn chỉ phong cho Lê Thế Tông làm An Nam đô thống sứ ty như phong cho nhà Mạc trước đây. Đồng thời, nhà Minh dùng uy thế "thiên triều" ép họ Trịnh cắt đất Cao Bằng cho họ Mạc cát cứ trong nhiều năm, tới năm 1677 mới chấm dứt.